# Phổng Lập
Phổng Lập là một xã thuộc huyện Thuận Châu, tỉnh Sơn La, Việt Nam.
Xã Phổng Lập có diện tích 42,63 km², dân số năm 1999 là 3846 người, mật độ dân số đạt 90 người/km².